# Ben Arous (délégation)
Ben Arous est une délégation tunisienne dépendant du gouvernorat de Ben Arous.
En 2004, elle compte 32 329 habitants dont 16 269 hommes et 16 060 femmes répartis dans 7 941 ménages et 8 800 logements.